# 水自净

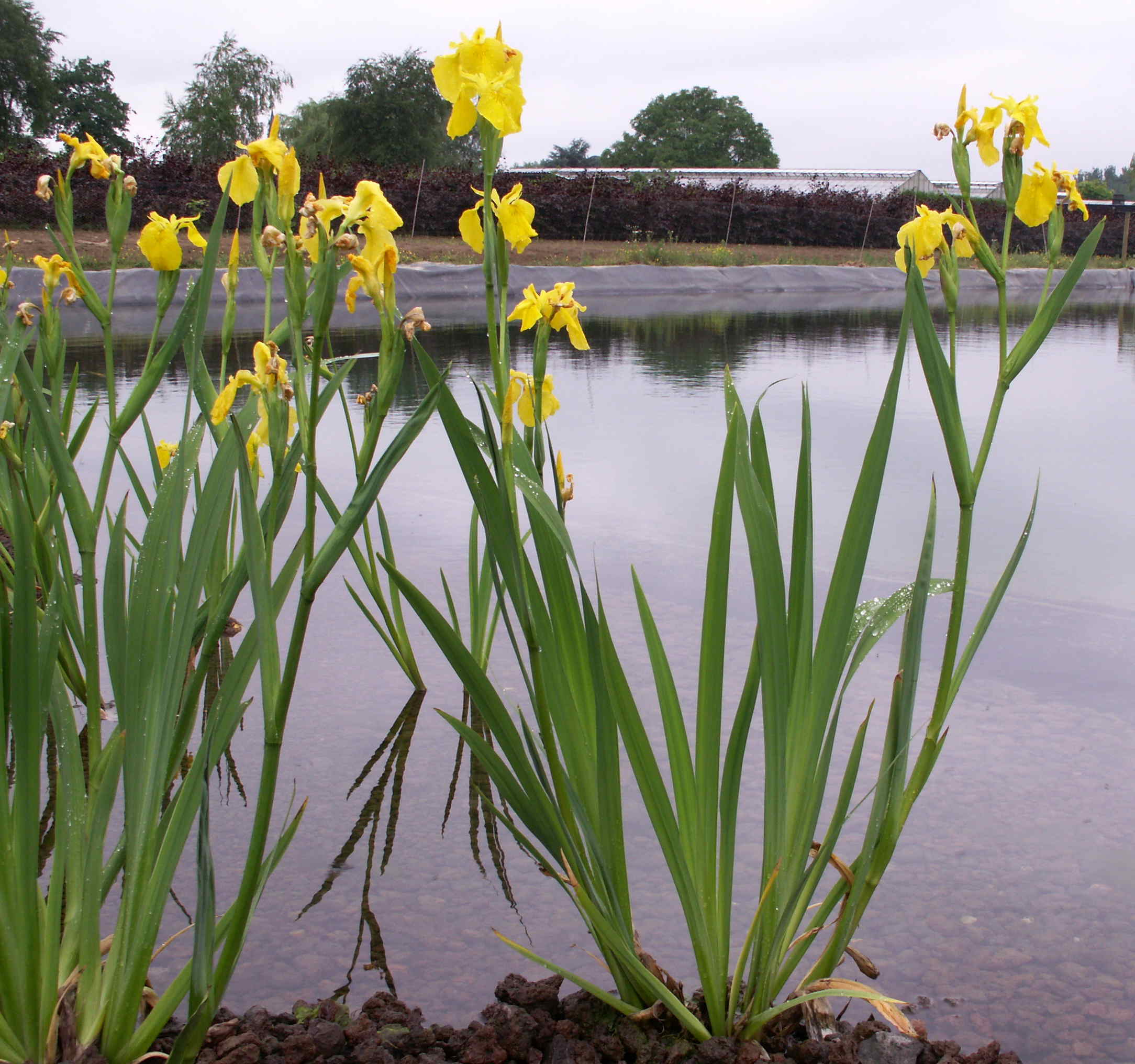
黄菖蒲是一种可以帮助水净化的植物

水自净、水自净作用、水自净能力（Water Self-Purification），是指水体依靠自身能力净化污染的现象。
水体本身都具有一定的环境自净能力；污染物排入水体后，通过一系列物理、化学和生物的共同作用，可使污染物浓度递减，水体逐渐净化。其中大致可分为物理、化学和生物三种类型净化，彼此之间可相互影响。

## 分类

### 物理净化
主要发生于河口和内湾。水体中的污染物质由于稀释、扩散、沉淀等而使浓度降低。污水排入水域，浓度高的污水被比较洁净的水所稀释；其次，污染物质在水流推动下，发生平流输送；同时，污水排入河流，水流中产生污染物浓度差异：高浓度水流便向低浓度水流方向扩散。水体中易沉降的浮游污染物质，在水域流动不显著的地方开始沉降，直至河底。污染物质沉降使河水污染浓度降低，但使河床底质的污染物增加。

### 化学净化
污染物质由于氧化还原、酸碱反应、分解化合、吸附和凝聚等，使污染浓度降低。流动的水体依靠表层波动将大气中的氧气不断融入、使水中污染物与氧发生氧化反应。例如，某些重金属离子（铅、锌、磷、汞等）可由氧化或硫化而生成难溶物质，在水中沉降、析出。水在不同的酸、碱条件下，对污染物质均有去除作用，例如，某些元素在一定酸性环境中形成易溶性化合物，可随水迁移而稀释；在中性或碱性环境中，某些元素可形成难溶化合物而沉降。天然水中含有各种胶体物质和悬浮物质。这些物质多呈微粒状，具有较大的表面积，能吸附和凝聚污染物，使其随水流迁移或沉降，从而起净化作用。

### 生物净化
也称生物化学净化，以水中微生物对有机物的氧化分解作用最为重要。有机废水和生活污水排入水域后，消耗水中溶解氧，发生腐败性有机质的分解与转化；腐生微生物利用有机物为养料而进行繁殖，使一部分有机物转化为细茵（原生动物的食料），一部分则转化为无机物。水中有机物逐步转化为无机物和高等生物，即可使水体净化。如果水中的溶解氧耗尽，则有机物分解由好氧分解转为厌氧分解，水便变黑、发臭，水质恶化、自净效果逐渐消失。